# Manigotagan River
Der Manigotagan River ist ein Zufluss des Winnipegsees im Südosten von Manitoba und in Ontario.
Der noch ursprüngliche Fluss hat seinen Ursprung im Eden Lake im Kenora District im äußersten Westen von Ontario unweit der Provinzgrenze. Er fließt in überwiegend westnordwestlicher Richtung nach Manitoba. Er durchfließt die Seen Gem Lake und Manigotagan Lake. In Manitoba durchfließt er den Nopiming Provincial Park. Der Unterlauf des Flusses liegt im Manigotagan River Provincial Park. Der Manigotagan River mündet nach etwa 150 km bei Manigotagan am östlichen Seeufer in den Winnipegsee. Das Einzugsgebiet des Flusses umfasst 1830 km². Der mittlere Abfluss beträgt 8,5 m³/s. 
Der Manigotagan River ist ein beliebtes Ziel für Kanutouren. Ein günstiger Ausgangspunkt ist die Manitoba Provincial Road 314. Von dort beträgt die Paddelstrecke nach Manigotagan 134 km.